# Ulf Ciechowski
Ulf Ciechowski (* 4. Januar 1967) ist ein ehemaliger deutscher Fußballspieler, der zweimal für den 1. FC Magdeburg in der DDR-Oberliga zum Einsatz kam. Ciechowski war Libero beziehungsweise Innenverteidiger.
Ciechowski spielte in der Juniorenmannschaft des 1. FC Magdeburg, die 1983 in die erste Saison der neu geschaffenen Junioren-Oberliga startete. In dieser Mannschaft hinterließ er einen guten Eindruck, sodass er sowohl in der U-16- als auch in der U-18-Nationalmannschaft in jeweils drei Spielen eingesetzt wurde. 1985 wurde er in das Aufgebot der 2. Mannschaft des FCM aufgenommen, die zu dieser Zeit in der drittklassigen Bezirksliga spielte. Zuvor hatte er jedoch in der Saison 1984/85 schon zwei Spiele in der DDR-Oberliga absolviert, am 27. April und 11. Mai (22. und 24. Spieltag) wurde er jeweils als Ersatz für den nicht einsatzfähigen Libero Dirk Stahmann aufgestellt. Zu Beginn der Saison 1987/88 wechselte Ciechowski zur BSG Lok Stendal in die zweitklassigen DDR-Liga. Bereits ein Jahr später wechselte er erneut, diesmal zum Ligakonkurrenten Vorwärts Stralsund.
Als im Sommer 1989 die ASG Vorwärts aufgelöst wurde, wurde Ciechowski wie der größte Teil seiner bisherigen Mannschaft von der BSG Motor Stralsund übernommen, mit der er weiterhin in der DDR-Liga spielte. Nach der Umwandlung der BSG in den TSV 1860 Stralsund spielte Ciechowski in der im Zuge der deutschen Wiedervereinigung neu geschaffenen NOFV-Liga, bis der TSV im Laufe der Saison 1990/91 seine Mannschaft zurückzog.
In der Saison 2008/09 gehörte er zum Aufgebot der Altherrenliga des TSV Altenholz, half aber noch in der 1. Mannschaft in der Schleswig-Holstein-Liga aus. Zwischenzeitlich war Ciechowski von 2004 bis 2007 Trainer beim Kieler Bezirksligisten SV Friedrichsort. In Kiel-Holtenau ist Ciechowski Mitinhaber einer Physiotherapie-Praxis, mit der er auch den TSV Altenholz und den TuS Holtenau sponsert.